# Margot Robbie
Margot Elise Robbie (Dalby (Queensland), 2 juli 1990) is een Australisch actrice.

## Carrière
Robbie volgde school aan de Somerset College in Queensland en behaalde in 2007 haar diploma. Daarna begon ze aan haar acteercarrière. In 2008 speelde ze in de film Vigilante. In juni 2008 ging ze aan de slag in de soapserie Neighbours. Haar rol van Donna Freedman was bij aanvang een gastrol, maar later werd ze toegevoegd aan de reguliere cast van de soap. In 2011 verliet ze de serie om te acteren in de Amerikaanse serie Pan Am, waar ze de rol van stewardess Laura Cameron op zich nam. In 2013 speelde Robbie in The Wolf of Wall Street de vrouw van Jordan Belfort (Leonardo DiCaprio)
In 2016 werd ze gecast als Harley Quinn in de film Suicide Squad. Naar aanleiding van deze rol kreeg ze last van stalkers en doodsbedreigingen. In 2018 kreeg Robbie een Oscarnominatie voor beste actrice voor haar hoofdrol in de film I, Tonya. In 2020 werd Robbie opnieuw genomineerd voor een Oscar, ditmaal voor haar bijrol in Bombshell (2019).
In 2023 speelde Robbie de hoofdrol in de film Barbie, een film die ze tevens produceerde.

## Privé
Robbie is sinds 2016 getrouwd met regisseur Tom Ackerley. Inn de herfst van 2024 kregen zij een zoontje.